# Madame Boudray
Madame Boudray, egentligen Baudrais, död efter 1796, var en fransk militant revolutionär jakobin, verksam under den franska revolutionen.
Hon var ägare av kaféet Bains-Chinois i Paris. Hon anges ha varit omkring femtio år kring 1790. Hon var gift med jakobinen Jean-Baptise Baudrais (d. 1832), och hennes son var soldat i den revolutionära armén. Hon var 1791 sekreterare i Société fraternelle des patriotes de l'un et l'autre sexe. Hon var engagerad jakobin, och hade en egen plats reserverad i galleriet för att åse jakobinernas sammanträden. 
Under skräckväldet var hon engagerad som angivare och agitator. Hennes kafé var en samlingsplats för revolutionärer. Hon medverkade inte i den jakobinska resningen mot den nya regeringen 1795 eftersom hon var sjuk. Däremot blev hennes kafé en samlingspunkt för Babeuvisterna, och hon var den kanske enda kvinnliga deltagaren i Babeuf-konspirationen, vilket ledde till hennes arrestering 1796. 